# Monasterio de Trajtemyriv
El monasterio de Trajtemyriv de la Dormición de la Santísima Virgen María (ucraniano: Трахтемирівський монастир)), también monasterio de Zarubyntsi, es un histórico monasterio ortodoxo cosaco fundado en tiempos del Rus de Kiev, mencionado en el Códice de Hipacio entre 1096 y 1168.
Está situado cerca de los asentamientos de Trajtemyriv y Zarubyntsi del actual óblast de Cherkasy, Ucrania, en la orilla derecha del río Dnieper, cerca de Kániv. La zona donde se encontraba el monasterio, antigua aldea de Monastyrok, está ahora sumergida bajo el embalse de Kániv debido a la construcción de la central hidroeléctrica de Kániv.

## Historia
El primer propietario conocido del territorio donde se encuentra el monasterio es el starosta de Kániv y Cherkasy Ostap Dashkevych, que al morir en 1535, donó el territorio y el monasterio, al monasterio de las Cuevas de Kiev. El rey de Polonia Segismundo I el Viejo aprobó esta donación.
En 1575-1576, el rey de Polonia Esteban Báthory ordenó que se estableciera un hospital y un refugio para cosacos registrados veteranos en el monasterio (se estableció un segundo en la capilla de la Santísima Trinidad, en la calle Długa de Varsovia). El rey Segismundo III Vasa repitió la orden de Báthory y, una vez construido el monasterio, destinó los ingresos del cruce del río  y las canteras donde se confeccionaba la piedra para fabricar piedras de molino, a su mantenimiento. En la década de 1660, un ejército polaco szlachta destruyó el monasterio, y su posición como monasterio de cosacos fue sustituida por el monasterio Mezhyhirya, cerca de Vyshgorod.
El monasterio fue destruido nuevamente por los turcos en 1678 y reconstruido por los basilianos antes de 1741. Fue incendiado de nuevo con la Confederación de Bar en 1768.
El hospital quedó como un importante símbolo de la autonomía cosaca y en fechas tan tardías como 1710, durante la Constitución de Pylyp Orlyk, los cosacos exigieron que se les devolviera.